# Sentier (voie)
Pour les articles homonymes, voir Sentier et Sente.

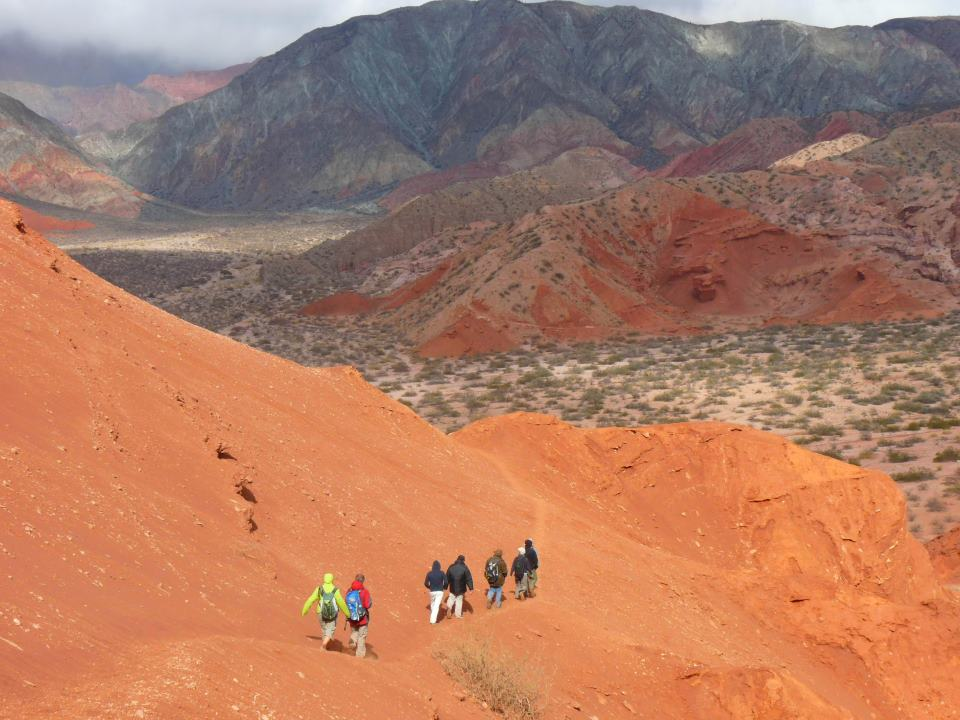
Sentier de montagne en Argentine.

Un sentier est une voie de communication étroite, moins large qu'un chemin, inaccessible aux véhicules (à la différence des chemins).
Une sente est un petit sentier à peine tracé et souvent emprunté par les animaux sauvages (sangliers, etc.).

## Définitions
Le « sentier » est plus précisément défini par le code forestier wallon comme une « voie ouverte à la circulation du public, étroite, dont la largeur, inférieure à un mètre, n’excède pas celle nécessaire à la circulation des piétons ».
En France, pour la BD TOPO de l'IGN, dans le thème « Réseaux routiers » ;
- les sentiers sont des « chemins étroits ne permettant pas le passage de véhicules. Seuls les principaux sentiers sont inclus (dans la BD TOPO). Passerelles supportant une allée, directement reliés au réseau routier. Les passerelles ont une position par rapport au sol supérieure à 0 »[2] ;
- alors que les chemins sont « prévus pour la circulation de véhicules ou d’engins d’exploitation. Ils ne sont pas forcément carrossables pour tous les véhicules et par tout temps (voir aussi « route empierrée ») » et peuvent comprendre des allées, laies forestières (« Chemin forestier délimitant des parcelles » , selon le Larousse), sentier[2].

En VTT ou en trail, un sentier dont la largeur n'excède pas celle du vélo ou d'un coureur est désigné sous le nom de singletrack. Cette caractéristique est utile aux compétiteurs pour connaître les secteurs d'un parcours où les dépassements sont difficiles, voire impossibles.

## Histoire

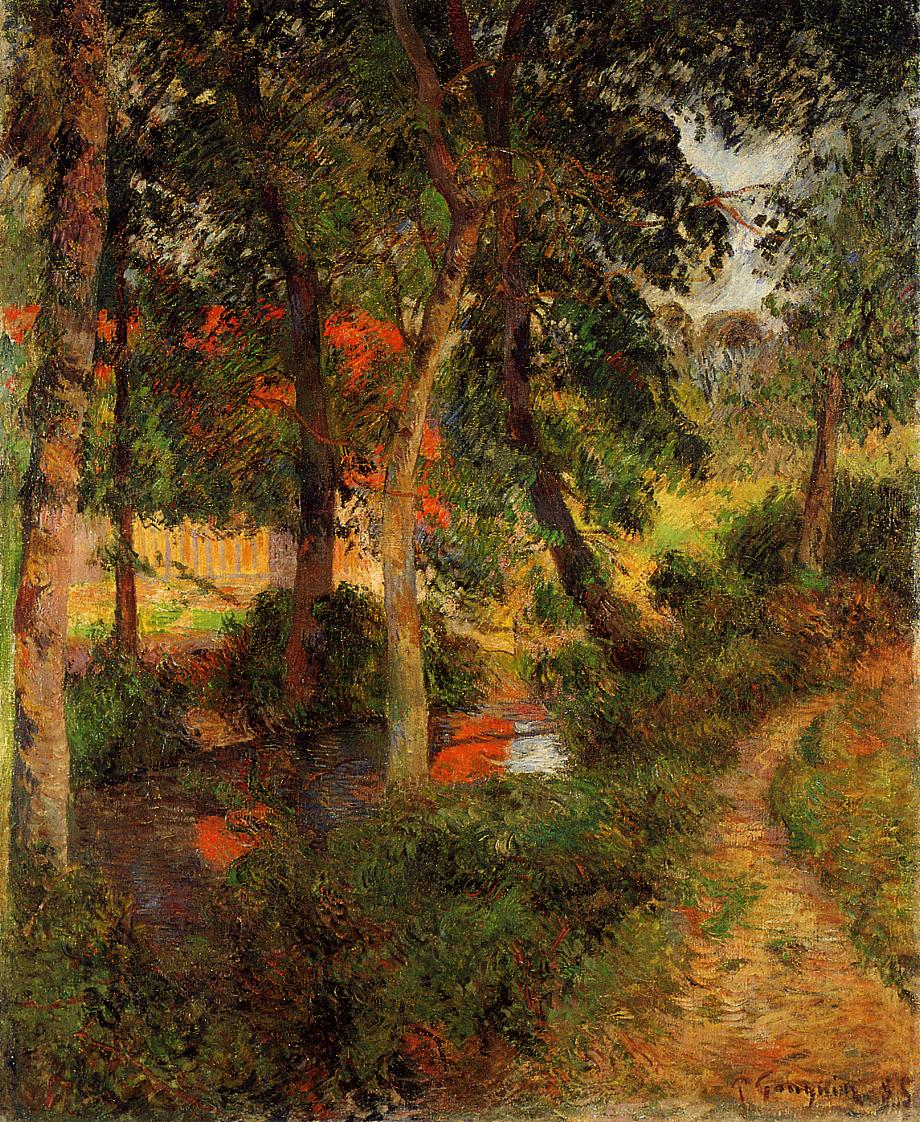
La Sente du père Jean, Paul Gauguin, 1885. Coll. Mohamed Mahmoud Khalil Museum, Le Caire

Les sentiers sont aussi anciens que les déplacements réguliers, certains animaux utilisant eux-mêmes des sentiers pour parcourir leur territoire. 

## Rôle
Les sentiers participent à l'esthétique des villes, au bien-être des habitants et facilitent la pratique de sports de plein air comme la randonnée pédestre. Dans ce contexte, ils peuvent être balisés. Ils prennent alors la dénomination officielle de sentier de randonnée.
Les frontages jouent un rôle particulièrement important dans les sentiers.

## Peinture

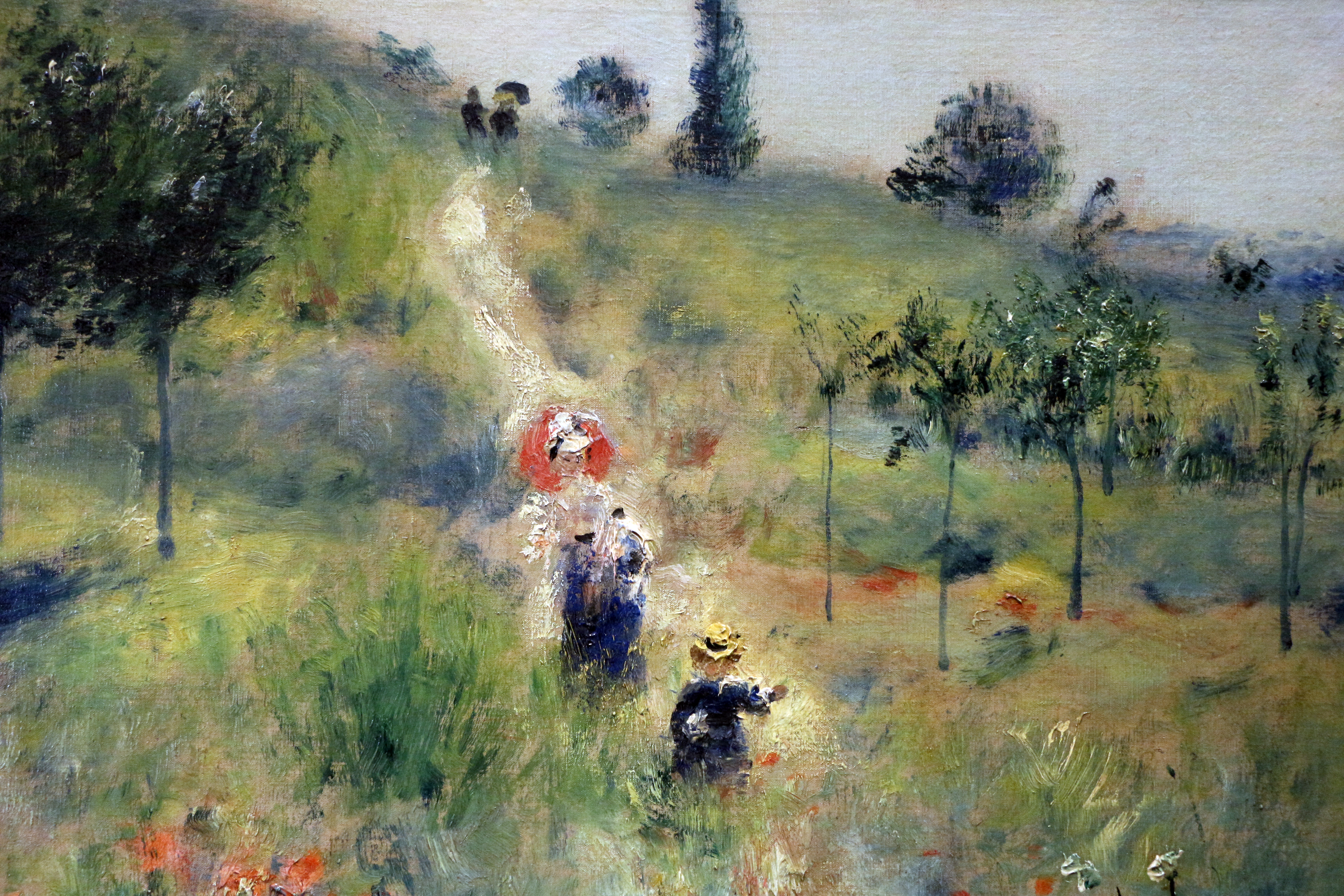
Chemin montant dans les hautes herbes, Auguste Renoir, vers 1875 (détail). Coll. musée d'Orsay, Paris

Le sentier est un thème pictural.